# Сплячий метал
«Сплячий метал» (англ. Dreaming Metal) — науково-фантастичний роман американської письменниці Мелісси Скотт, виданий 1997 року. У творі досліджуються питання коли штучний інтелект починає нічим не відрізнятися від людського, а також впливу тероризму на життя людей та реакції на це художників.  Роман також можна віднести до жанру кіберпанк.

## Головні герої
- Селесте — штучний інтелект. Один компонент спочатку належав Реверді Цзянь. Інший компонент додала Селінде Фортун, якій для її роботи потрібен комп’ютерний асистент, який керуватиме каракурі (реальними манекенами).
- Селінд Фортун — ілюзіоністка, яка використовує реалістичні манекени як частину свого мистецтва, щоб навмисно розмити межу між «людиною» та «роботом», «живим» та «штучним».
- Реверді Цзянь, жінка-пілот космічного корабля, головна героїня «Корабля сну», де пані Скотт описує політичні конфлікти між тими, хто захищає права на штучний інтелект, і тими, хто розглядає їх як звичайну власність. Її другий пілот Імре Вон зустрічається з Редом, який раніше мав стосунки з Феннінгом Джонсом.
- Фаннінг Джонс — двоюрідний брат Селінд Фортун і член групи, яка приїжджає виступати в тому ж театрі, що й Фортун. Гурт неоднорідний, оскільки до нього входять члени двох соціальних класів. Феннінг створює візуальні ефекти для групи. У нього є контакти, які дозволяють Фортун придбати компоненти, які стають Селесте.